# Evolução (série de TV)
Evolution é uma série documental de 2001 da emissora americana Public Broadcasting Service (PBS) e WGBH sobre biologia evolutiva, dos produtores de NOVA.

## Resumo
Os porta-vozes da série foram Jane Goodall (porta-voz geral), Kenneth R. Miller e Stephen Jay Gould (porta-vozes científicos), Eugenie C. Scott (porta-voz educacional), Arthur Peacocke e Arnold Thomas (porta-vozes religiosos). A série foi narrada pelo ator irlandês Liam Neeson.
A série foi acompanhada por um livro do escritor científico Carl Zimmer chamado Evolution: The Triumph of an Idea.  Um extenso site fornece recursos didáticos para o material de cada episódio, incluindo "The Mating Game", análises adicionais de Charles Darwin e uma história interativa de especiação nas aves "pullencreeper" inventadas.

## Elenco
| Ator              | Personagem             |
| ----------------- | ---------------------- |
| Roger Brierley    | Charles Lyell          |
| Anthony Carrick   | Samuel Wilberforce     |
| Jane Cunliffe     | Emma Darwin            |
| Manon Eames       | Jessie Brodie          |
| Will Fawcett      | John Gould             |
| Cornelius Garrett | Cavalheiro #2          |
| Andrew Heath      | Cavalheiro #1          |
| Andy Henderson    | Thomas Huxley          |
| Chris Larkin      | Charles Darwin         |
| Joshua Losey      | Guarda-caça            |
| Eleanor Ogbourne  | Annie Darwin           |
| John Quentin      | Don de Oxford          |
| Matthew Radford   | Richard Owen           |
| Ian Shaw          | Robert FitzRoy         |
| Mark Tandy        | Erasmus Alvey Darwin   |
| Tobias Vaughan    | William Erasmus Darwin |
| John Walters      | James Manby Gully      |

### Participações especiais
- Susan Blackmore
- Sean B. Carroll
- Jenny Clack
- Richard Dawkins
- Daniel Dennet
- Robin Dunbar
- Stephen Jay Gould
- William McGinnis
- James Moore
- Simon Conway Morris
- Walter Gehring
- Steve Pinker
- Geoffrey Miller
- Neil Shubin
- E. O. Wilson
- Richard Wrangham

## Episódios
- "A Ideia Perigosa de Darwin" (duas horas)
- "Grandes Transformações" (uma hora): o episódio refere-se à descoberta de que as baleias evoluíram de carnívoros semelhantes aos lobos e à publicação de um artigo relacionado na Science. [2]
- "Extinção!" (uma hora)
- "A corrida armamentista evolucionária" (uma hora)
- "Por que sexo?" (uma hora)
- "The Mind's Big Bang" (uma hora - cobrindo os tópicos de como nasceu a mente humana, arte, linguagem e memes em geral)
- "E quanto a Deus?" (uma hora)